# Cipriano Charrez Pedraza
Cipriano Charrez Pedraza (Villa de la Paz, Ixmiquilpan, Hidalgo; 16 de septiembre de 1972) es un político mexicano, miembro del Movimiento Regeneración Nacional. Ha sido presidente municipal de Ixmiquilpan, Hidalgo y fue diputado federal para el periodo de 2018 a 2021, sin embargo fue desaforado y removido del cargo el 24 de abril de 2019.

## Biografía
Cipriano Charrez es ingeniero agrónomo egresado de la Universidad Autónoma Chapingo y tiene una maestría en ciencias por la Universidad Politécnica de Madrid. Es miembro Movimiento Social Patriótico y fue presidente del Movimiento Indígena Otomí, A. C.
Originariamente inició su participación política como miembro del Partido Acción Nacional. Como candidato de ese partido fue elegido Presidente Municipal de Ixmiquilpan para el periodo de 2012 a 2016 y en ese año fue a su vez electo diputado al Congreso de Hidalgo para la LXIII Legislatura local que culminó en 2018.
Siendo diputado local, en 2017 renunció a su militancia en el PAN y se afilió a MORENA, que lo postuló candidato a diputado federal por el Distrito 2 de Hidalgo en las elecciones de 2018. Resultando electo a la LXIV Legislatura que terminaría en 2021.
En la LXIV Legislatura se desempeñó como secretario de la comisión de Economía, Comercio y Competitividad.

### Acusaciones y proceso de desafuero
El 6 de octubre de 2018 se vio involucrado en un accidente automovilístico en la que fue señalado como responsable y que tuvo como saldo el fallecimiento de una persona, y del que habría huido sin prestar ayuda a los lesionados; ante éstos señalamientos, diversos actores políticos de MORENA, como el presidente de la Cámara de Diputados, Porfirio Muñoz Ledo, pidieron que se presentara a declarar y asumiera las responsabilidades correspondientes.
Emitió un comunicado el 8 de octubre, en que reconoce haberse visto involucrado en el accidente, pero negó ser el conductor de su vehículo ni haber huido del lugar y se reiteró a la orden de la autoridad correspondiente que requiriera su declaración. Sin embargo, el mismo día la Procuraduría General de Justicia de Hidalgo anunció que con base en las pruebas recabadas en la investigación, si era él quien conducía el vehículo causando del accidente. Ante ello, en conferencia de prensa realizada el mismo día en el Palacio Legislativo de San Lázaro, reiteró estar a disposición de la autoridad y haberse presentado ante la misma, no habiendo rendido declaración alguna a petición de la misma autoridad, por no existir denuncia alguna en su contra. El 12 de octubre trascendió que los padres del fallecido en el accidente le habían otorgado el perdón jurídico.
El martes 16 de octubre, la Procuraduría General de Justicia de Hidalgo solicitó a la Cámara de Diputados, el inicio de proceso de desafuero de Cipriano Charrez al considerarlo presunto responsable del accidente automovilístico del 6 de octubre. El 22 de octubre, el grupo parlamentario de Morena —con mayoría absoluta en Cámara de Diputados— anunció el inicio del proceso de desafuero, ante lo cual el propio Cipriano Charrez declaró que no había sido notificado de dicho proceso ni por la PGJ de Hidalgo ni por la Cámara de Diputados. El mismo día y como primer paso para el proceso, se anunció la confirmación de la Sección Instructora de la comisión Jurisdiccional de la Cámara de Diputados.
El 19 de marzo de 2019 solicitó licencia al cargo de diputado, sin embargo, esta no fue aprobada hasta el día 2 de abril. El día 26 de marzo la Comisión Nacional de Honestidad y Justicia de MORENA resolvió separarlo de su bancada en la Cámara de Diputados, y finalmente el 9 de abril la Sección Instructora de la Cámara de Diputados aprobado por unanimidad su desafuero, restando ser presentando dicha propuesta ante el pleno de la Cámara.
Se reincorporó como diputado el 23 de abril, y al día siguiente, 24 de abril, el pleno de la Cámara discutió su solicitud de desafuero, que finalmente fue aprobada con 347 votos a favor, 53 abstenciones y 36 en contra, quedando en consecuencia separado de su cargo. El 20 de septiembre fue arrestado en la Ciudad de México por elementos policiacos locales y del estado de Hidalgo, y trasladado para ser internado en el Penal de Tula; la Procuraduría General de Justicia de Hidalgo, informó que su detención fue por el delito de homicidio en grado de tentativa en contra de su hermano, Pascual Charrez Pedraza, actual alcalde de Ixmiquilpan. Ante este hecho y en protesta por la presunta violación de sus derechos, al día siguiente 21 de septiembre se declaró en huelga de hambre, lo que no impidió que el mismo día y después de la primera audiencia, se le fijara prisión preventiva. Finalmente, el 26 de septiembre, la juez de control lo vinculó a proceso al considerar que existían suficientes pruebas para vincularlo al intento de homicidio de su hermano.
El 25 de noviembre siguiente, en audiencia de vinculación a proceso por su presunta responsabilidad en la muerte ocurrida en el accidente automovilístico del 6 de octubre de 2018, el Ministerio Público reclasificó el delito por el que lo acusa, siendo éste homicidio doloso y omisión de auxilio; lo cual fue rechazado por defensa, que se apegó al plazo constitucional de 144 horas para que su situación jurídica fuera resuelta por la juez, quien le fijó prisión preventiva oficiosa mientras dura el proceso la cual no debe de exceder más de dos años en el Centro de Reinserción Social (Cereso) de Pachuca. Finalmente, el 1 de diciembre, el juez resolvió vincularlo formalmente a proceso por este delito.
En la actualidad, Cipriano Charrez se encuentra preso no por el delito derivado del accidente automovilístico, sino por la acusación de intento de homicidio en contra de su hermano Pascual Charrez, el que se dice, fue provocado por una disputa familiar, así como por la intervención del gobernador Omar Fayad, por lo que podría suponerse que es un preso político